# 厚澤和幸
厚澤 和幸（あつざわ かずゆき、1972年8月11日 - ）は、埼玉県浦和市（現：さいたま市桜区）出身の元プロ野球選手（投手、左投左打）、コーチ。
2001年までの登録名表記は厚沢 和幸。

## 経歴

### プロ入り前
浦和市立上大久保中学校（現：さいたま市立上大久保中学校）で野球を始め、大宮工業高校では2年秋からエースとなる。3年夏の県大会は4回戦で敗退した。東都大学野球の国士舘大学に進み、1年春からベンチ入り。4年春に2部でMVPとなり、入替戦では初戦で西口文也と投げ合って勝利し、東都大学野球リーグ1部昇格の原動力となる。東都1部通算9試合に登板、3勝3敗、防御率1.88。また2部通算37試合に登板、10勝8敗、防御率2.85。1994年のプロ野球ドラフト会議で日本ハムファイターズから2位指名を受け入団。

### 日本ハム時代
左の本格派として期待をされたが、制球力に難があり一軍に定着できなかった。1997年9月25日の対千葉ロッテマリーンズ戦に2番手で登板。堀幸一の打球が左側頭部に直撃し、ピクリとも動かなくなり担架で運ばれた。検査の結果、軽度の脳挫傷および脳内出血と診断された。
2003年限りで未勝利のまま現役を引退。一軍の壁を破れなかったが二軍での活躍は素晴らしく、1997年と1999年に最多勝、2002年にはノーヒットノーランを達成している。イースタン・リーグ通算49勝はリーグ歴代2位、ファーム全体では4位だが3位の田村勲（51勝）、2位の山村達也（62勝）、1位の小野和幸（63勝）は一軍で勝利投手になった経験があるため、一軍未勝利投手の中でファームの通算最多勝記録であり、小野、山村、田村は全員右投手であるため左投手のファーム通算最多勝記録でもある。

### 現役引退後
2004年に日本ハムの二軍投手コーチ、2007年から2010年まで一軍投手コーチを務めた。プロで未勝利だった投手が一軍の投手コーチを務めるのは非常に稀なケースである。
2011年からはスカウトに転身。
2013年10月26日に日本ハムの一軍投手コーチへの再任が発表された。
2015年10月23日に新設の一軍ベンチコーチへの配置転換が発表された。参謀役として栗山英樹監督を支える。
2020年シーズンからは一軍ベンチ兼投手コーチ。2021年シーズンからは一軍投手コーチ。2021年11月4日、退団することが発表された。
2021年12月6日にオリックス・バファローズの投手コーチに就任することが発表された。背番号は75。2023年のWBCでは栗山監督の下で、ブルペン担当コーチを担当した。
2025年からは一軍・二軍の肩書が区別されるようになり、役職は一軍投手コーチとなった。

## 詳細情報

### 年度別投手成績
| 年 度     | 球 団     | 登 板 | 先 発 | 完 投 | 完 封 | 無 四 球 | 勝 利 | 敗 戦 | セ 丨 ブ | ホ 丨 ル ド | 勝 率 | 打 者 | 投 球 回 | 被 安 打 | 被 本 塁 打 | 与 四 球 | 敬 遠 | 与 死 球 | 奪 三 振 | 暴 投 | ボ 丨 ク | 失 点 | 自 責 点 | 防 御 率 | W H I P |
| --------- | --------- | ----- | ----- | ----- | ----- | -------- | ----- | ----- | -------- | ----------- | ----- | ----- | -------- | -------- | ----------- | -------- | ----- | -------- | -------- | ----- | -------- | ----- | -------- | -------- | ------- |
| 1995      | 日本ハム  | 7     | 1     | 0     | 0     | 0        | 0     | 1     | 0        | --          | .000  | 50    | 11.1     | 8        | 1           | 8        | 1     | 0        | 11       | 1     | 0        | 8     | 8        | 6.35     | 1.41    |
| 1997      | 日本ハム  | 3     | 0     | 0     | 0     | 0        | 0     | 0     | 0        | --          | ----  | 7     | 1.2      | 1        | 0           | 0        | 0     | 1        | 3        | 1     | 0        | 0     | 0        | 0.00     | 0.60    |
| 1998      | 日本ハム  | 5     | 0     | 0     | 0     | 0        | 0     | 0     | 0        | --          | ----  | 39    | 8.0      | 12       | 0           | 5        | 1     | 0        | 9        | 2     | 0        | 2     | 2        | 2.25     | 2.13    |
| 1999      | 日本ハム  | 3     | 0     | 0     | 0     | 0        | 0     | 0     | 0        | --          | ----  | 15    | 3.1      | 0        | 0           | 4        | 0     | 1        | 0        | 1     | 0        | 1     | 0        | 0.00     | 1.20    |
| 2000      | 日本ハム  | 6     | 0     | 0     | 0     | 0        | 0     | 0     | 0        | --          | ----  | 24    | 6.0      | 4        | 1           | 2        | 0     | 0        | 5        | 1     | 0        | 3     | 3        | 4.50     | 1.00    |
| 2001      | 日本ハム  | 15    | 0     | 0     | 0     | 0        | 0     | 1     | 0        | --          | .000  | 112   | 24.0     | 23       | 6           | 17       | 0     | 2        | 26       | 2     | 0        | 18    | 17       | 6.38     | 1.67    |
| 2003      | 日本ハム  | 3     | 2     | 0     | 0     | 0        | 0     | 2     | 0        | --          | .000  | 32    | 6.0      | 9        | 0           | 5        | 0     | 0        | 5        | 0     | 0        | 9     | 6        | 9.00     | 2.33    |
| 通算：7年 | 通算：7年 | 42    | 3     | 0     | 0     | 0        | 0     | 4     | 0        | --          | .000  | 279   | 60.1     | 57       | 8           | 41       | 2     | 4        | 59       | 8     | 0        | 41    | 36       | 5.37     | 1.62    |

### 記録
- 初登板：1995年5月14日、対福岡ダイエーホークス9回戦（東京ドーム）、3回表無死より2番手として救援登板、3回2/3を無失点
- 初奪三振：同上、3回表に山崎賢一から
- 初先発：1995年7月2日、対千葉ロッテマリーンズ16回戦（東京ドーム）、1回2/3を3失点で敗戦投手

### 背番号
- 19（1995年 - 2003年）
- 74（2004年 - 2010年）
- 84（2014年 - 2021年）
- 75（2022年 - ）

### 登録名
- 厚沢 和幸（あつざわ かずゆき、1995年 - 2001年）
- 厚澤 和幸（あつざわ かずゆき、2002年 - 2010年、2014年 - ）